# Bisdom Spiš
Het bisdom Spiš (Latijn: Dioecesis Scepusiensis, Slowaaks: Spišská diecéza) is een in Slowakije gelegen rooms-katholiek bisdom met zetel in de stad Spišské Podhradie. Het bisdom behoort tot de kerkprovincie Košice en is samen met het bisdom Rožňava suffragaan aan het aartsbisdom Košice.

## Geschiedenis
In 1776 richtte Maria Theresia, koningin van Hongarije, na goedkeuring van paus Pius VI in het noorden van het koninkrijk een bisdom op met zetel in Spiš. (Hongaars: Szepes) Het bisdom werd suffragaan aan het Aartsbisdom Esztergom. In 1922 werden de bisdommen Banská Bystrica, Nitra, Spiš en de administratie Trnava samengevoegd, maar bleven wel onder de Hongaarse kerkprovincies vallen. In 1977 werden de Slowaakse gebieden losgemaakt van de Hongaarse kerkprovincies en er werd een Slowaakse kerkprovincie gecreëerd. In 1995 werd Slowakije gedeeld in twee kerkprovincies: Bratislava-Trnava en Košice. Rožňava en Spiš vielen vanaf dat moment toe aan Košice.

## Bisschoppen van Spiš
- 1776-1785: Karol Salbeck
- 1787-1806: Ján Révay
- 1807-1816: Knezoškof Mihael Brigido
- 1818-1820: Ladislaus Pyrker, OCist.
- 1823-1847: Jozef Bélik
- 1848-1849: Vincent Jekelfalussy
- 1850-1870: Ladislav Zábojský
- 1871-1873: Jozef Samaša
- 1874-1891: Juraj Császka
- 1891-1903: Pál Szmrecsányi
- 1904-1919: Alexander Párvy
- 1920-1965: Ján Vojtaššák
- 1989-2011: František Tondra
- 2011-heden: Štefan Sečka

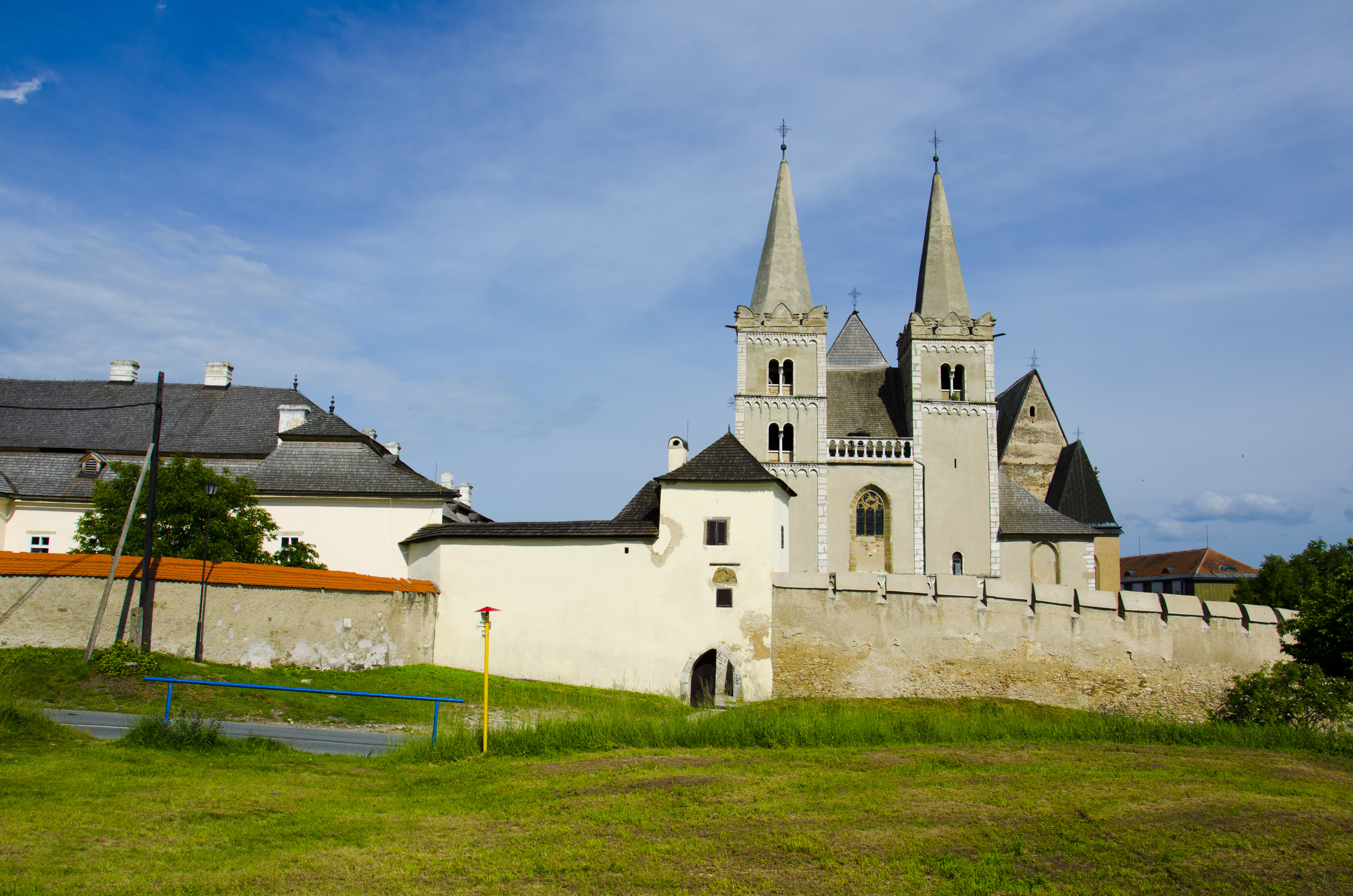
Kathedraal van Spišské Podhradie